# Hamad Amar

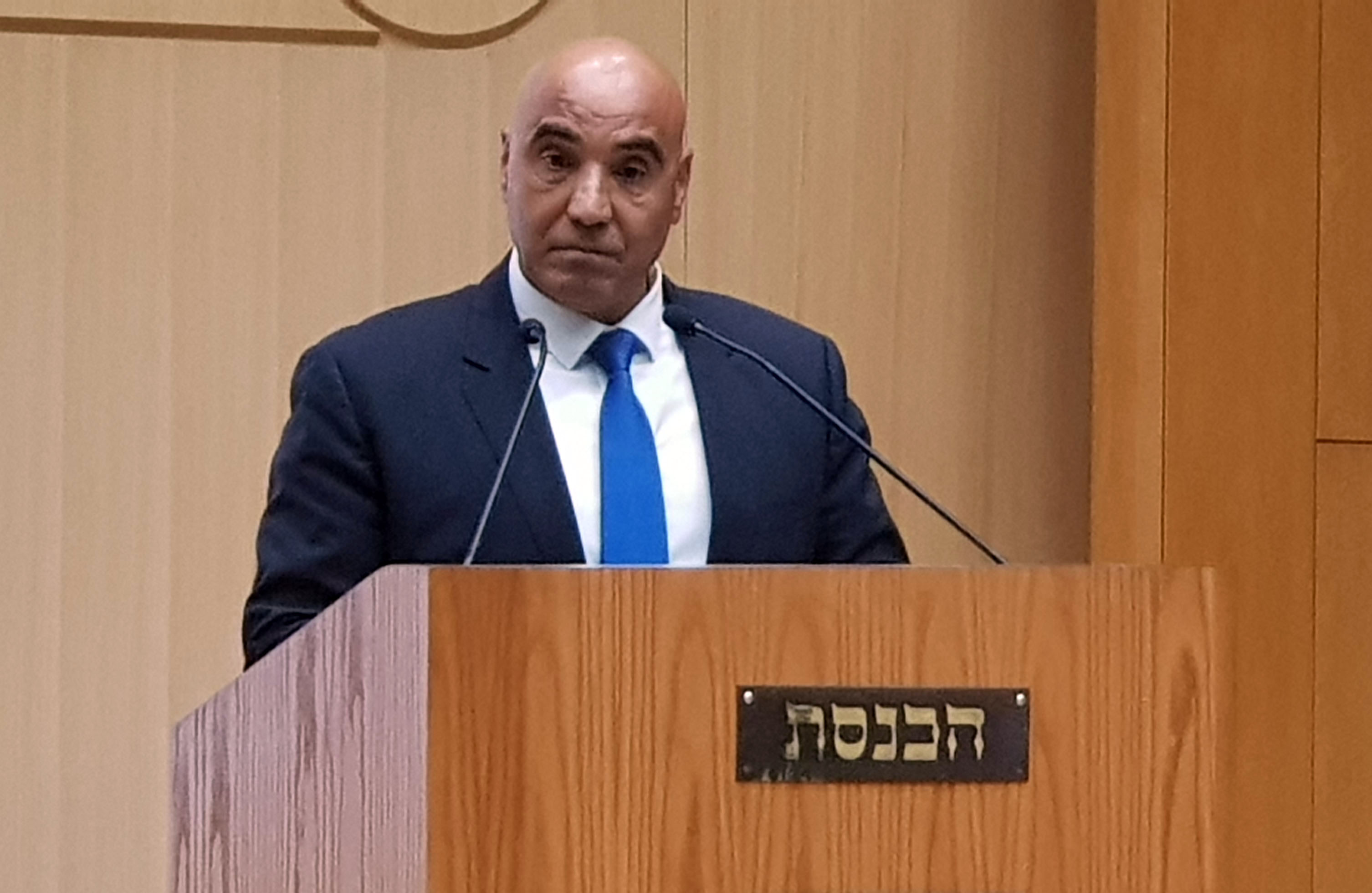
Hamad Amar, 2018

Hamad Amar (hebräisch חמד עמאר; arabisch حمد عمار; * 5. November 1964 in Israel) ist ein israelischer drusischer Politiker. Er ist Abgeordneter im israelischen Parlament für die Partei Jisra’el Beitenu.

## Leben
Amar leistete seinen Wehrdienst zwischen 1982 und 1986 bei den Israelischen Streitkräften. Er erreichte einen Bachelorabschluss in Soziologie beim Safed College und studierte später Rechtswissenschaften. Er fungierte als ein Assistent Avigdor Liebermans während dieser Minister für nationale Infrastruktur war. Im Jahr 1998 wurde er in den Stadtrat von Schefar’am im Norden Israels gewählt. Er gründete und leitet die Drusische Jugendorganisation, darüber hinaus ist er auch Vorsitzender der Martial-Arts-Vereinigung in Israel.
Vor den israelischen Parlamentswahlen im Jahr 2009 war er bei Jisra’el Beitenu auf Listenplatz zwölf gesetzt und wurde Knessetabgeordneter, nachdem seine Partei 15 Sitze erhalten hat. Nach Amars Aussage sei der umstrittene Slogan seiner Partei „Keine Staatsbürgerschaft ohne Loyalität“ naturgegeben für die drusische Gemeinde.
Am 13. Juni 2021 wurde er als Minister im Finanzministerium in das Kabinett Bennett-Lapid berufen.
Amar lebt im al-Fuar-Viertel in Schefar’am, ist verheiratet und hat drei Kinder.